# ليندا غريفيثز
ليندا غريفيثز هي ممثلة كندية، ولدت في 7 أكتوبر 1956 بمونتريال في كندا، وتوفيت في 21 سبتمبر 2014 بتورونتو في كندا.

## أعمال

### أفلام
- (1986) سيف جدعون

## وصلات خارجية
- ليندا غريفيثز على موقع IMDb (الإنجليزية)
- ليندا غريفيثز على موقع ألو سيني (الفرنسية)
- ليندا غريفيثز على موقع أول موفي (الإنجليزية)
- ليندا غريفيثز على موقع قاعدة بيانات الأفلام السويدية (السويدية)
- ليندا غريفيثز على موقع ديسكوغز (الإنجليزية)
- ليندا غريفيثز على موقع قاعدة بيانات الفيلم (الإنجليزية)
- ليندا غريفيثز على موقع كينوبويسك (الروسية)